# Grnčar (Vitina)
Pour les articles homonymes, voir Grnčar.
Grnčar en serbe latin et Gërnçar en albanais (en serbe cyrillique : Грнчар) est une localité du Kosovo située dans la commune/municipalité de Viti/Vitina, district de Gjilan/Gnjilane (Kosovo) ou district de Kosovo-Pomoravlje (Serbie). Selon le recensement kosovar de 2011, elle compte 240 habitants, dont une majorité de Serbes.
Selon le découpage administratif du Kosovo, elle fait partie de la commune/municipalité de Klokot/Kllokot.

## Histoire
Sur le territoire du village se trouvent trois sites archéologiques mentionnés par l'Académie serbe des sciences et des arts : celui de la grotte de Grnčar, dont les vestiges remontent au Paléolithique, le site de Priboj, avec des vestiges remontant à la période romaine, et le site de Gradište, dont les découvertes couvrent une période allant du IIe au XIIIe siècle. Ces sites sont également inscrits sur la liste des monuments culturels du Kosovo.

## Démographie

### Évolution historique de la population dans la localité
| 1948 | 1953 | 1961 | 1971 | 1981 | 1991 | 2011 |
| ---- | ---- | ---- | ---- | ---- | ---- | ---- |
| 374  | 447  | 456  | 516  | 523  | 477  | 240  |

|  |